# Jacob Mountain
Jacob Mountain (1er décembre 1749 - 16 juin 1825) est un prêtre anglais qui a été nommé le premier évêque anglican de Québec. Il a également siégé au Conseil législatif du Bas-Canada et au Conseil législatif du Haut-Canada. 

## Biographie
Le troisième fils de Jacob Mountain (1710–1752), de Thwaite Hall, Norfolk, et sa troisième épouse, Ann, fille de Jehoshaphat Postle de Colney Hall, près de Wymondham, président de la Norfolk Agricultural Association. Mountain était directement lié à Michel de Montaigne via son arrière-grand-père, qui résidait également au château de Montaigne, et dont la famille avait fui la France après la révocation de l'Édit de Nantes. Le jeune Jacob Mountain est né à Thwaite Hall le 1er décembre 1749. Il a fait ses études dans diverses écoles de Norfolk, y compris Scarning, où il était l'élève du classique Robert Potter (1721–1804), et au Gonville and Caius College  de Cambridge, où il a obtenu un BA en 1774 et MA 1777. En 1779, il fut élu membre de son collège et, après fut nommé vicaire de l'église succursale, St Andrew, à Norwich ; il le demeura pendant sept ans. Le 1er juin 1788, il est promu comme Castor prebendary à la Cathédrale de Lincoln de Lincoln (Royaume-Uni).

## Canada

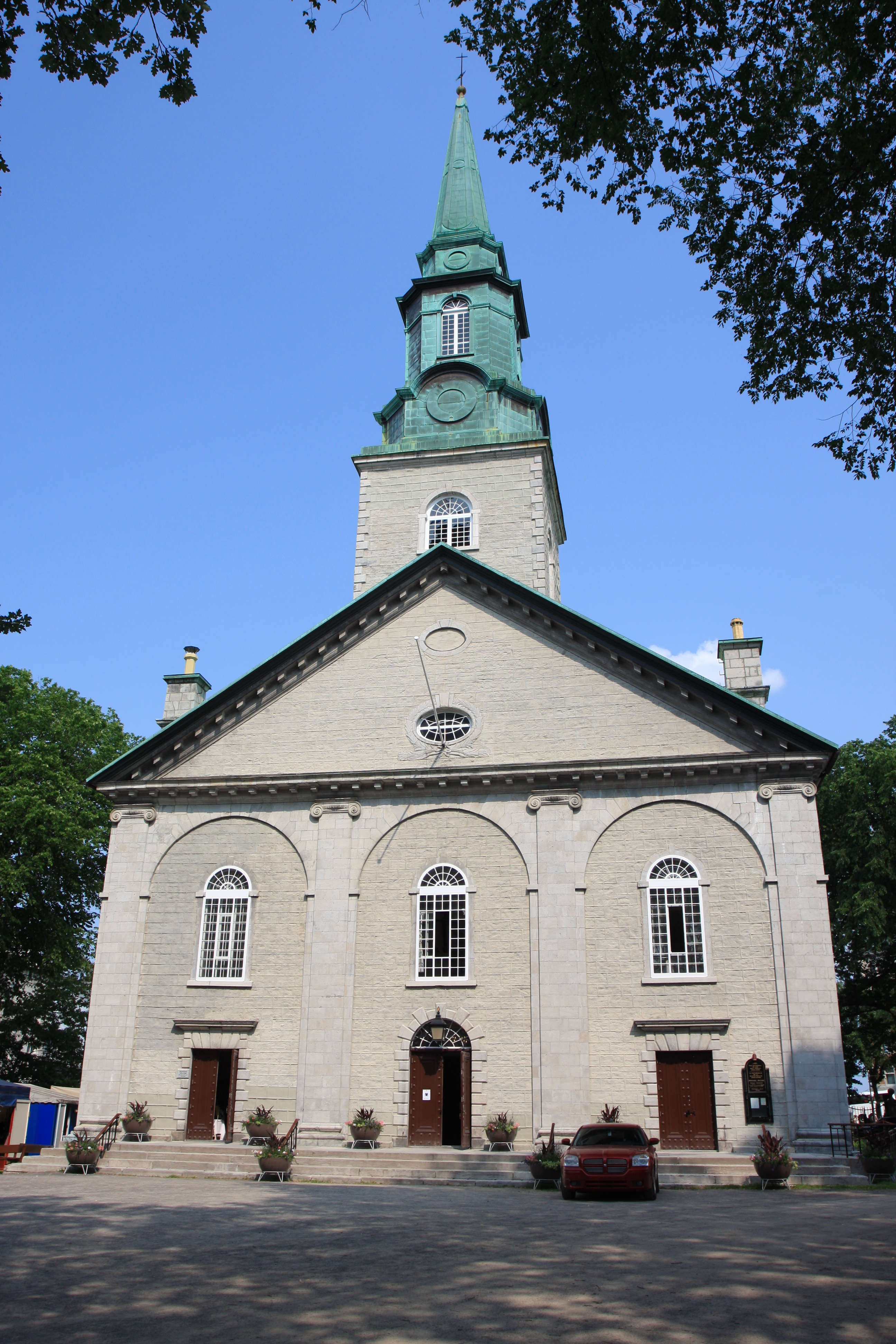
Cathédrale de la Sainte-Trinité à Québec.

Le gouverneur Robert Shore Milnes; qui tente de favoriser l'émergence d'une aristocratie britannique face à la majorité canadienne-francaise et l'assimilation de cette dernière dans une société anglophone et protestante effectue la distribution des terres dans les nouveaux cantons, autorise l'attribution d'environ 1 400 000 acres (5 670 km2) à une soixantaine de grands propriétaires. Cependant, cette mesure retarde l'établissement de colons britanniques. John Graves Simcoe a également réclamé un évêque pour sa colonie, le Haut-Canada, mais le gouverneur en chef de l’Amérique du Nord britannique, lord Dorchester *, choisi Québec comme siège d’un nouveau diocèse qui comprendrait aussi le Haut-Canada. Quant au fait qu'il y avait deux Évêques dans le diocèse de Québec, un  nommé par Sa Majesté britannique et un autre catholique nommé par le pape Pie VI, Mountain se retrouva donc avec moins de pouvoir que Mgr Pierre Denaut, compte tenu de la nombreuse population canadienne-française. Son but était de faire du protestantisme une religion d'État, ce qu'il échoua à réaliser. 
Les évêques anglicans, selon la tradition britannique, étaient membres de la Chambre des lords. Mountain à également siégé au Conseil législatif du Bas-Canada et au Conseil législatif du Haut-Canada. À cette époque, il n'y avait que neuf ecclésiastiques de l'Église d'Angleterre dans les Canadas; à sa mort, il y en avait 61. Pendant 30 ans, Mountain a promu des missions et l'érection d'églises dans tous les endroits peuplés, qu'il visitait régulièrement, jusqu'à la vieillesse. Il a également construit la Cathédrale de la Sainte-Trinité de Québec pour le Diocèse anglican de Québec fondé en 1793. Un de ses fils, George Jehoshaphat Mountain, troisième évêque de Québec, premier directeur de l'Université McGill et fondateur de l'Université Bishop's. En 1814, à Québec, il épousa Mary Hume Thomson (1789–1861), fille du commissaire général William Thomson de Québec, et la tante de Jasper Hume Nicolls, de Lennoxville, Québec.
Jacob Mountain est décédé à Marchmont House, Bas-Canada, le 16 juin 1825 et a été enterré sous le chœur de la cathédrale Holy Trinity, qui contient également un monument à sa mémoire.